# Tel Mond
Tel Mond (hebrejsky תֵּל מוֹנְד‎, doslova „Mondův pahorek“, v oficiálním přepisu do angličtiny Tel Mond) je místní rada (menší město) v Izraeli, v Centrálním distriktu.

## Geografie
Leží v nadmořské výšce 57 metrů, cca 25 kilometrů severovýchodně od centra Tel Avivu a cca 10 kilometrů jihovýchodně od města Netanja, v Izraelské pobřežní planině. Na jižním okraji obce začíná vádí Nachal Cherut.
Tel Mond je volnou součástí vnějšího prstence sídel v hustě zalidněném sídelním pásu metropolitní oblasti Tel Avivu (Guš Dan). V bezprostředním okolí města se rozkládá intenzivně obhospodařovaná zemědělská krajina prostoupená četnými sídly. Osídlení v tomto regionu je v naprosté většině židovské, pouze cca 3 kilometry na jihovýchodě leží město Tira osídlené izraelskými Araby. Město je na dopravní síť napojeno pomocí lokální silnice číslo 553, která západně od Tel Mond ústí do severojižního dopravního tahu Dálnice číslo 4

## Dějiny
Tel Mond byl založen roku 1929 jako soukromě hospodařící zemědělská vesnice (mošava). Pojmenována byla podle Lorda Alfreda Monda – britského politika a průmyslníka, který se díky vlivu svého přítele Chajima Weizmanna stal sionistou a začal v tehdejší Britské mandátní Palestině nakupovat pozemky a zřizovat zemědělské osady.
V roce 1929 tu vzniklo první provizorní osídlení, a to Machane Tel Mond (מחנה תל מונד). V roce 1931 byly zbudovány první domy ve vlastní osadě Tel Mond - první etapa sestávala ze sedmi domů, včetně obydlí pro Lorda Monda. Osada se zaměřovala především na intenzivní plantážové hospodaření. Později získal Židovský národní fond další pozemky a vznikla tu osada Kfar Ziv (זיו). Roku 1944 se poblíž Tel Mond usadila skupina jemenitských Židů, kteří zde založili osadu Šchunat Ja'akov (שכונת יעקב). Další židovská sídla vyrůstala ve vzdálenějším okolí. Vznikl zde tak kompaktní blok osad nazývaný Guš Tel Mond (גוש תל מונד). Koncem roku 1949 byl Guš Tel Mond přeměněn na Oblastní radu Tel Mond. Tato Oblastní rada ale zanikla poté, co Tel Mond v roce 1954 získal status místní rady.
Během první arabsko-izraelské války v roce 1948 byla oblast okolo Tel Mond brzy ovládnuta židovskými ozbrojenými silami. Už předtím šlo o region s demografickou převahou Židů. Během války došlo k vysídlení arabské vesnice Kafr Saba a dobytí nynějšího města Tira. Po roce 1948 poblíž Tel Mond vyrostl přistěhovalecký tábor (Ma'abara). K roku 1949 se plocha obce udává na 3642 dunamů (3,642 kilometrů čtverečních). Žilo tu tehdy 550 lidí. Další stovky obývaly přistěhovalecký tábor, ve kterém se vystřídaly tři přistěhovalecké vlny (nejprve jemenitští Židé, pak Židé z Iráku, Libye a Maroka a nakonec poslední vlna převážně sestávající z iráckých Židů). V dubnu 1951 byli někteří z těchto přistěhovalců přestěhováni do nových domů, které pro ně vyrostly přímo v Tel Mond.
Dne 5. dubna 1953 byli poblíž Tel Mond zabiti dva vojáci izraelské armády po průniku arabských útočníků ze Západního břehu Jordánu.
V Tel Mond fungují dvě základní školy a střední škola. Dále větší počet mateřských škol. V Tel Mond je k dispozici patnáct synagog.

## Demografie
Tel Mond je městem se smíšenou sekulární i nábožensky založenou populací. Podíl religiózních obyvatel dosahuje 30 %. Rozsáhlá bytová výstavba proměnila složení obyvatelstva, ve kterém do nedávna převládali sefardští Židé. Podle údajů z roku 2009 tvořili naprostou většinu obyvatel Židé - cca 10 100 osob (včetně statistické kategorie "ostatní", která zahrnuje nearabské obyvatele židovského původu ale bez formální příslušnosti k židovskému náboženství, cca 10 200 osob).
Jde o středně velké sídlo městského typu, které od 90. let 20. století prodělává rychlý populační nárůst. K 31. prosinci 2014 zde žilo 11 700 lidí.
| Rok            | 1948 | 1949 | 1950 | 1955  | 1961  | 1972  | 1983  | 1995  | 1997  | 1998  | 1999  | 2000  |
| -------------- | ---- | ---- | ---- | ----- | ----- | ----- | ----- | ----- | ----- | ----- | ----- | ----- |
| Počet obyvatel | 508  | 550  | 700  | 2 400 | 2 634 | 3 011 | 2 878 | 4 481 | 4 800 | 5 000 | 5 400 | 5 900 |

| Rok            | 2001  | 2002  | 2003  | 2004  | 2005  | 2006  | 2007   | 2008   | 2009   | 2010   | 2011   | 2012   | 2013   | 2014   |
| -------------- | ----- | ----- | ----- | ----- | ----- | ----- | ------ | ------ | ------ | ------ | ------ | ------ | ------ | ------ |
| Počet obyvatel | 6 700 | 7 300 | 7 900 | 8 300 | 8 800 | 9 400 | 10 000 | 10 536 | 10 210 | 10 500 | 10 800 | 11 000 | 11 400 | 11 700 |